# Stephen Carter
Pour les articles homonymes, voir Carter.
Stephen Andrew Carter, baron Carter de Barnes, (né le 12 février 1964), est un homme d'affaires et homme politique écossais. Commençant sa carrière en tant que PDG de J. Walter Thompson UK & Ireland et COO de NTL UK & Ireland (maintenant Virgin Media) en 2003, Carter est le président fondateur d'Ofcom (Office of Communications). Il est ensuite PDG du groupe Brunswick de 2007 jusqu'en 2008, date à laquelle il démissionne pour rejoindre le gouvernement du Premier ministre Gordon Brown servant initialement en 2008 en tant que chef de la stratégie de Brown, conseiller principal puis ministre des Communications, de la Technologie et de la Radiodiffusion de 2008 à 2009. Entre 2010 et 2013, il occupe divers postes de direction chez Alcatel-Lucent et en 2013 il devient le PDG du groupe Informa, une société d'information et d'événementiel.

## Jeunesse et éducation
Né à Falkirk, en Écosse, le 12 février 1964, Stephen Carter grandit à Édimbourg, en Écosse. Son père travaille pour la société de logistique Christian Salveson et Carter se rend souvent à Londres avec sa famille. Il fait ses études à la Currie High School d'Édimbourg. En 1982, il commence à étudier le droit à l'Université d'Aberdeen et est président des étudiants en 1985 et 1986. Il obtient son diplôme en 1987 avec un baccalauréat en droit puis suit le programme de gestion avancée de six semaines de la Harvard Business School. En 2010, il reçoit un doctorat honorifique en droit (LLD) de son alma mater, l'Université d'Aberdeen.

## Carrière

### JWT et NTL
Carter rejoint le cabinet J. Walter Thompson (JWT) en 1986 comme stagiaire diplômé spécialisé dans les médias et la technologie. En 1994, il est nommé directeur général et PDG de J Walter Thompson Company UK & Ireland. Il est ensuite directeur de JWT en 1995 et directeur général en 1997.
En 2000, Carter est nommé directeur de l'exploitation et directeur général de la société britannique de télévision par câble NTL UK & Ireland (maintenant Virgin Media). La société est très endettée et Carter supervise la restructuration complète des activités au Royaume-Uni et en Irlande. Compte tenu des dettes de 12 milliards de livres sterling et des conditions du marché, la société est tenue de déposer une demande de mise en faillite au titre du chapitre 11, Carter présidant la procédure de faillite. La société est sur le point de quitter ce statut lorsqu'il part en 2003.

### Ofcom et Brunswick
Le 1er mars 2003 Carter devient le président de l'Office of Communications , le nouveau régulateur des médias du gouvernement britannique. Entre autres problèmes, Carter se concentre sur la réduction des prix du haut débit et le passage de la diffusion de télévision analogique à la diffusion numérique. Il mène des négociations avec BT sur des questions telles que le dégroupage de la boucle locale. En quittant l'Ofcom à l'été 2006, il fait partie de l'équipe d'examen des capacités en 2006 et 2007 qui audite le Département du développement international.
Il devient le chef de la direction du groupe Brunswick Group LLP le 1er mars 2007 dans ce qui est un poste nouvellement créé. Il démissionne de ses fonctions en janvier 2008 pour rejoindre le gouvernement du Premier ministre Gordon Brown. À cette époque, il quitte également ses fonctions de commissaire de la Commission britannique pour l'emploi et les compétences et de directeur non exécutif de Royal Mail Holdings et Travis Perkins.

### Postes publics
Il revient à la vie publique en janvier 2008 en tant que chef de la stratégie et conseiller principal du Premier ministre Gordon Brown. Il est chargé de diriger la stratégie politique, la recherche, les communications et l'Unité de politique. Carter est ensuite nommé ministre des communications de Brown à la Chambre des Lords et en octobre 2008, il est sous-secrétaire parlementaire pour trois départements simultanément : ministre des Communications, Technologie et radiodiffusion et à la tête du Département des affaires, des entreprises et de la réforme de la réglementation et du Département de la culture, des médias et des sports. Parce que Carter n'est pas un député, il est nécessaire de le nommer à la Chambre des lords pour les postes ministériels. Il est créé baron Carter de Barnes, de Barnes dans le quartier londonien de Richmond upon Thames le 15 octobre 2008, présenté à la Chambre des Lords par David Currie et David Puttnam.
En juin 2009, il est nommé sous-secrétaire parlementaire de trois départements : le Département de la culture, des médias et des sports, le Département des entreprises, de l'innovation et des compétences et le Département des communications, de la technologie et de la radiodiffusion. En tant que ministre des Communications, de la Technologie et de la Diffusion, il commande et aide à rédiger le document de politique du Digital Britain Report, qui « pose les bases des politiques ultérieures dans des domaines tels que le très haut débit », par exemple le Digital Economy Act 2010. Carter démissionne le 11 juin 2009 de son poste ministériel avec effet en juillet 2009, peu après la publication de Digital Britain.

### Alcatel
En avril 2010 Carter rejoint la société franco-américaine Alcatel-Lucent, devenant directeur du marketing, de la stratégie et de la communication et déménageant de Londres à Paris. Ses titres officiels à partir de 2010 sont vice-président exécutif et directeur de la stratégie et du marketing . En plus d'être directeur général, il est président des opérations de la société en Europe, au Moyen-Orient et en Afrique. Il retourne à Londres et prend officiellement sa retraite d'Alcatel-Lucent en avril 2013, bien qu'il ait continué à travailler sur des projets spéciaux pour l'entreprise tout au long de l'été.

### Informa
Carter est nommé administrateur du conseil d'administration d'Informa, un groupe de services d'information en 2010. En 2013, le conseil d'administration d'Informa vote à l'unanimité pour le nommer PDG, succédant à Peter Rigby, en juillet 2013 - un poste qu'il occupe début 2014. En tant que PDG de la société, il maintient l'accent sur l'investissement dans les abonnements, les réservations et le parrainage, ainsi que les conférences internationales telles que le Monaco Yacht Show. Sous Carter, en 2016, la société achète la société d'événements américaine Penton pour 1,2 milliard de livres sterling. En janvier 2018, Informa annonce le projet d'acquisition d'UBM, un groupe événementiel, pour 3,9 milliards de livres sterling. Carter, qui est directeur général du groupe combiné, déclare à ce moment-là qu'il conserverait les autres parties d'Informa, notamment l'intelligence économique et son entreprise d'édition universitaire Taylor & Francis.

## Conseils et comités
Il siège aux conseils d'administration de sociétés telles Travis Perkins, Royal Mail et 2Wire, et est président de l'Ashridge Business School de 2008 à 2015. Il est administrateur de la Royal Shakespeare Company en 2007 où il est actuellement gouverneur et il est directeur chez Informa depuis 2010. En 2010, il est vice-président de l'UNICEF et cette année-là, l'UNICEF UK lui accorde une bourse honorifique, Carter devenant administrateur. Après être devenu administrateur de United Utilities Group en 2014, il est président du comité de responsabilité d'entreprise de l'entreprise en 2016. En 2017, il est nommé directeur du Département de la stratégie économique, énergétique et industrielle (BEIS).